# St. Anna (Sedlec)

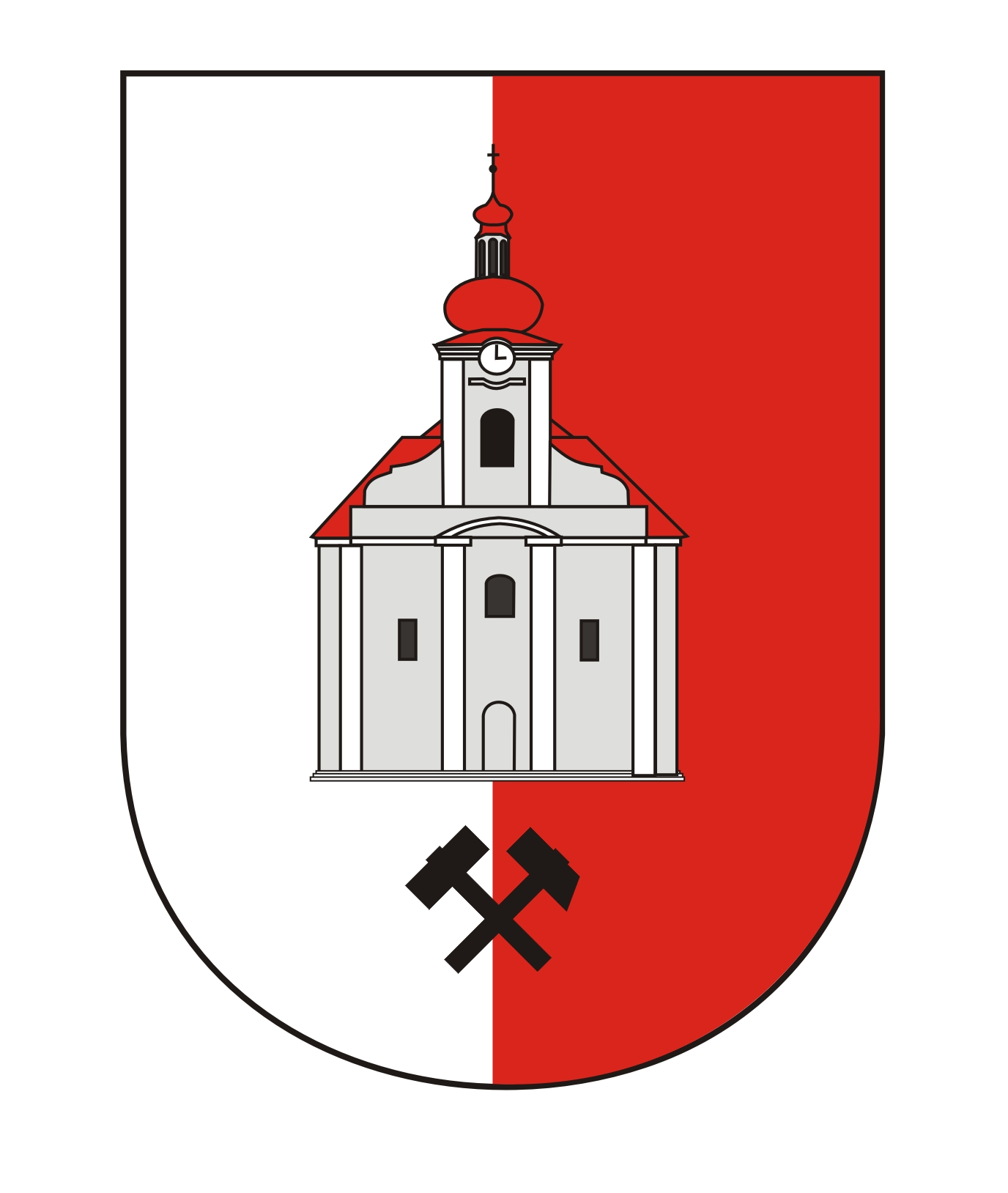
Wappen der Bürgervereinigung zur Rettung der Kirche

Die Kirche St. Anna (tschechisch kostel sv. Anny) in Sedlec (deutsch Zettlitz), einem Ortsteil der Stadt Karlsbad in Tschechien, ist eine römisch-katholische Pfarrkirche und Wallfahrtskirche, die von 1738 bis 1749 an Stelle eines gotischen Vorgängerbaues errichtet wurde. Als Baudenkmal ist sie geschützt.

## Geschichte

### Vorgeschichte
Die Ursprünge der Kirche reichen bis in das 10. Jahrhundert zurück. Die Ortschaft wurde 973 in Zusammenhang mit der Gründung des Bistums Prag erstmals urkundlich erwähnt. Seit 980 war das Dorf Sitz eines Erzdiakons. 1290 wurde an der heutigen Stelle eine neue gotische Kirche aus Backstein erbaut von der noch Gewölbereste in der Sakristei erhalten sind. Die Weihe nahm 1293 der Prager Bischof Tobias von Bechin vor. Im Verlauf des 15. Jahrhunderts entwickelte sich zur Kirche eine Wallfahrt. Von 1571 bis 1624 war die Kirche mit einem lutherischen Geistlichen versehen. Noch 1630 waren Zettlitz und die umliegenden Gemeinden protestantisch.
Nach dem Dreißigjährigen Krieg erfolgte die Wiedereinführung des katholischen Gottesdienstes. Erster katholischer Priester nach der Reformation war Kaspar Haas, der die Pfarrei von 1655 bis 1672 leitete und die Wallfahrt wieder einführte. Das Ziel zahlreicher Pilger, die Statue der heiligen Anna selbdritt, stand einst auf dem Hochaltar. 1694 erklärte das Prager Konsistorium das Gotteshaus offiziell zur Wallfahrtskirche. 1698 erhielt die Kirche von dem Zimmermann Martin Möckl neue Seitenaltäre, die der Maler Johann Carl Schnabrich aus Sankt Joachimsthal gestaltete.

### Neubau
Da die alte zu klein gewordene Kirche nicht mehr alle Pilger aufnehmen konnte, reiste der damalige Pfarrer Franz Anton Plank 1737 nach Rastatt, um beim Kirchenpatron Markgraf Ludwig Georg von Baden-Baden für einen Neubau vorzusprechen. Nachdem die Genehmigung erteilt worden war, begann im Frühjahr 1738 der Bau eines neuen Chores. Möglicherweise führte der Baumeister Johann Schmidt den Neubau nach den vereinfachten Plänen des Architekten Kilian Ignaz Dientzenhofer aus. Das Baumaterial kam aus einem nahe gelegenen Steinbruch „ohnweith an dem Premblowitzer alten Brauhaus“. Die Innenraumfresken schuf der Maler Elias Dollhopf aus Schlaggenwald. 1746 forderte der Bauleiter Schmidt zusätzliches Holz für den Dachstuhl. Die Weihe fand 1750 statt.

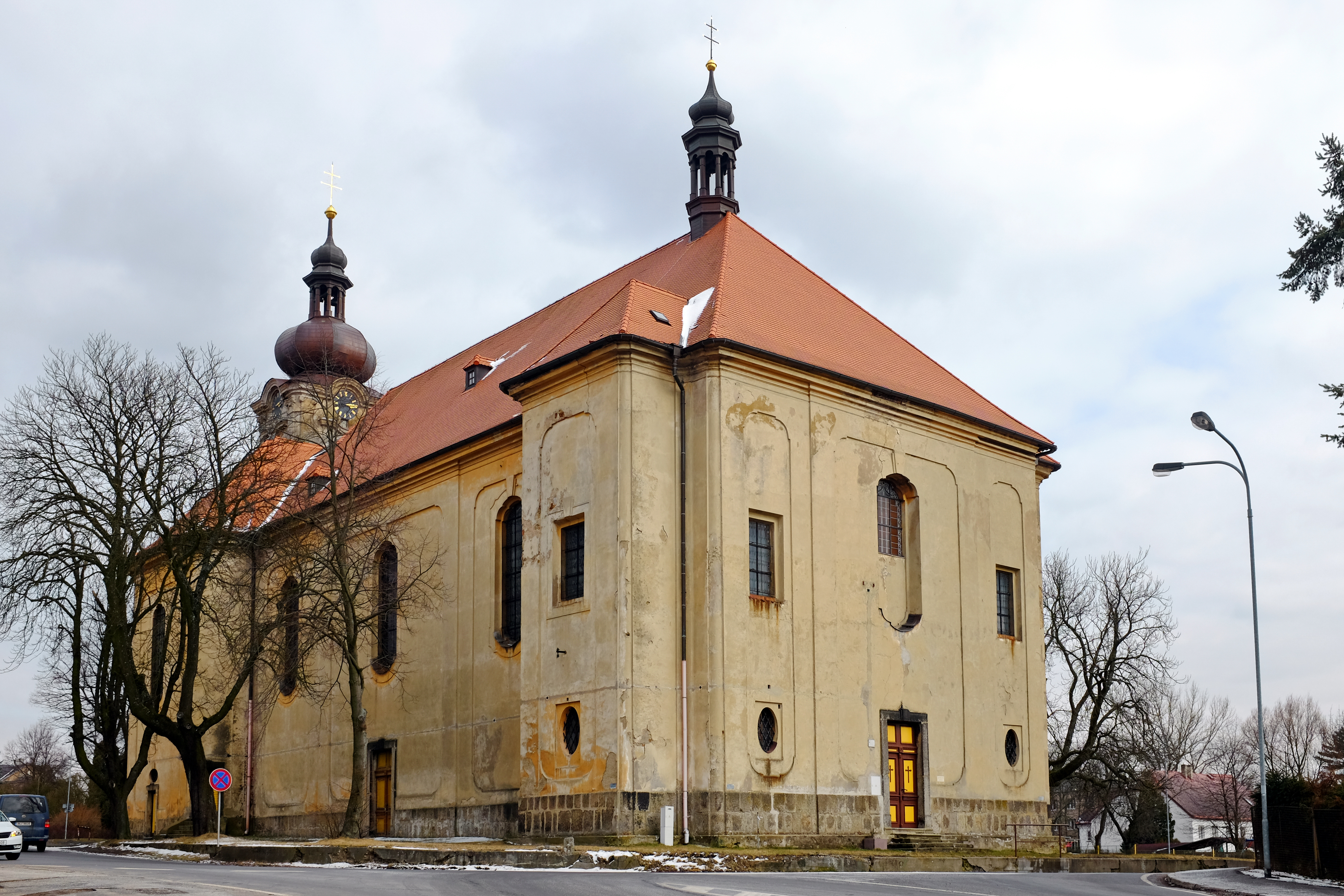
Rückseite

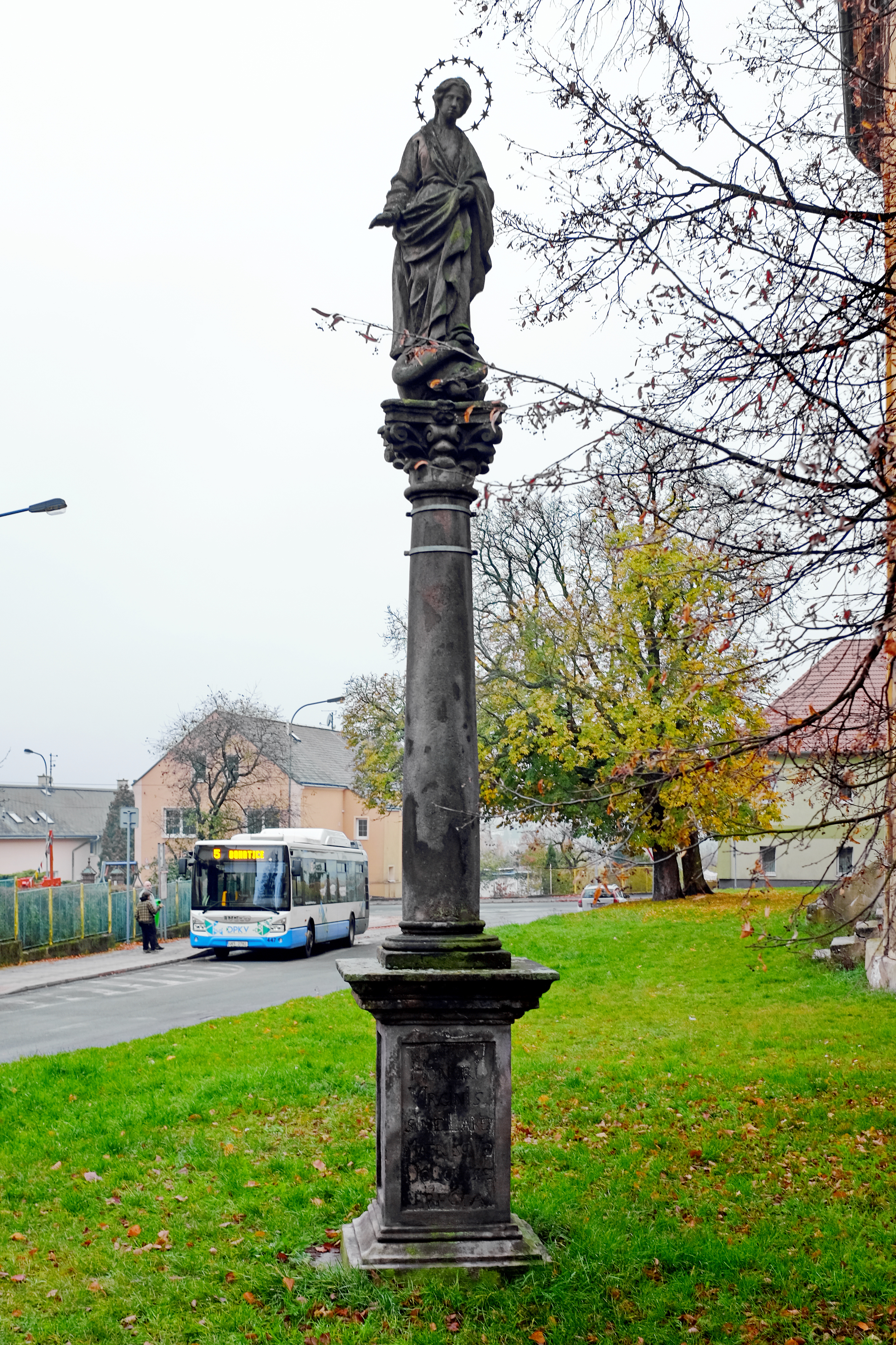
Mariensäule

1769 verehrte der aus Altrohlau gebürtige Prager Domherr Georg Adam Englert der Kirche das Gnadenbild Maria Hilf, das angeblich nach dem Sieg des kaiserlichen Heeres am 8. November 1620 am Weißen Berg aufgestellt wurde und von dort aus später nach Prag in den Besitz Englerts gelangte. 1791 wurde die Filiale Altrohlau mit Putschirn zur eigenen Pfarrei erhoben. Im 19. Jahrhundert wurden die Seitenaltäre ersetzt. 1836 verlegte man den alten Friedhof, der die Kirche umgab, südlich des Dorfes. Letzter deutscher Pfarrer war der aus Zettlitz gebürtige Rudolf Hacker.
In den 1960er Jahren wurden unter der Kirche geologische Erkundungsarbeiten durchgeführt, jedoch wegen des hohen Titandioxidgehalts eingestellt und so ein drohender Abriss verhindert. Noch in den 1980er Jahren fanden vereinzelt Pilgerfahrten statt. 2009 erhielt die Kirche ein neues Dach. Zu dem Projekt steuerten das tschechische Kulturministerium, die Region und Stadt Karlsbad einen Betrag von 820.000 CZK bei. Um eine vollständige Sanierung zu finanzieren, gründete sich eine Bürgervereinigung.

## Sonstiges
1721 besuchte Kaiserin Elisabeth Christine, die sich in Karlsbad zur Kur aufhielt, zusammen mit ihrer Tochter Erzherzogin Maria Theresia die Kirche und 1732 ein weiteres Mal in Begleitung ihres Ehemanns Kaiser Karl VI. Am 24. Juli 1949 stattete der damalige Verteidigungsminister und spätere Staatspräsident Ludvík Svoboda der Kirche einen Besuch ab. 

## Beschreibung
Das einschiffige Langhaus besitzt einen rechteckigen Chorschluss. An der östlichen durch Pilaster gegliederten Giebelfassade befindet sich ein prismatischer Turm mit Zwiebelkuppel. Die Längswände werden von jeweils drei hohen rechteckigen Fenstern unterbrochen.

## Ausstattung
Die Innenausstattung ist einheitlich im Barockstil gehalten. Der Hauptaltar mit reichhaltigen Schnitzereien stammt von dem Schlackenwerther Tischlermeister Tschammerholl aus dem Jahr 1748. Die Wand- und Deckengemälde schuf der Maler Elias Dollhopf aus Schlaggenwald. Zudem haben sich Skulpturen des Bildhauers J. Waitzmann aus Kaaden und eine hölzerne Madonna aus dem Ende des 15. Jahrhunderts erhalten. Die farbigen Glasfenster stammen von der Familie Gottl aus Innsbruck.

## Geläut
Im Turm hängt eine Glocke aus dem Jahr 1588 vom Glockengießer Gregor Albrecht aus Schlackenwerth. Sie besitzt einen Durchmesser von 0,9 m und eine Höhe von 085 m. Die Inschrift lautet: „Pin gemacht zu gottes ehr, Greger Albrecht hat mich gosn zu Schlackenwerdt, im 1588. jar“. Auf der gegenüberliegenden Seite stehen die Worte: „zu ehren gottes und fordernung des / predigtamptes in Zettlitz verordnet / und (jetzt) mit (alutis) reparate 1588 circa festum / pentecostes“ und auf dem Kranz: „Michel Leickoff / Görg Schmit / Dieselbeit / Pedter Anderle / Jackoff Moysses / Kirchenvätter“. Zudem befinden sich im Turm zwei Stahlglocken von 1918. Zwei weitere Glocken zu Ehren des heiligen Joachim vom Glockengießer Balthasar Platzer aus Eger von 1720 und eine aus dem Jahre 1747 mit der Inschrift: „Domine, Rex Gloriae, Veni Nobis cum Pace“ wurden vermutlich zu Kriegszwecken eingeschmolzen.

## Pfarrsprengel
Zur Urpfarrei Zettlitz gehörten ursprünglich auch Karlsbad, Engelhaus und Neurohlau. Der Pfarrbezirk lag historisch auf dem Gebiet der Herrschaften Tüppelsgrün, Karlsbad, Aich, Dallwitz, Elbogen und Schlackenwerth. Seit dem 15. Jahrhundert bildeten Karlsbad und Engelhaus eigene Pfarreien. 1791 wurden die Filiale Alt Rohlau zur Pfarrei erhoben und Putschirn eingepfarrt. Halmgrün und Spittengrün waren nur teilweise nach Zettlitz gepfarrt, deren andere Teile gehörten zur Pfarrei Lichtenstadt. Folgende Ortschaften gehörten zum Pfarrbezirk:
| Name                  | Tschechischer Name | Name                    | Tschechischer Name |
| --------------------- | ------------------ | ----------------------- | ------------------ |
| Aich                  | Doubí              | Roßnitz                 | Rosnice            |
| Alt Rohlau (bis 1791) | Stará Role         | Schankau                | Čankov             |
| Dallwitz              | Dalovice           | Schobrowitz             | Všeborovice        |
| Drahowitz             | Drahovice          | Sittmesgrün             | Meziroli           |
| Halmgrün (teilweise)  | Podlesí            | Sodau                   | Sadov              |
| Hohendorf             | Vysoká             | Spittengrün (teilweise) | Nivy               |
| Janessen              | Jenišov            | Taschwitz               | Tašovice           |
| Ottowitz              | Otovice            | Weheditz                | Bohatice           |
| Putschirn (bis 1791)  | Počerný            | Zettlitz                | Sedlec             |